# Trichostephanus gabonensis
Trichostephanus gabonensis är en videväxtart som beskrevs av Franciscus Jozef Breteler. Trichostephanus gabonensis ingår i släktet Trichostephanus och familjen videväxter. Inga underarter finns listade i Catalogue of Life.